# Name The Pet
Name The Pet er en svensk musikgruppe bestående af Hanna Brandén, som laver dansabel electro-pop og er blevet kaldt Stockholms svar på Roisin Murphy,
Der er ikke sluppet meget ud om den unge svenske sangerinde, hvis musik af medierne også betegnes som "Kylie på en god dag". Det meste af hendes debutalbum er indspillet i London sammen med en række producertalenter fra undergrunden og Anthony Whiting (har bl.a. arbejdet med M.I.A.).
Name The Pet er i stald hos det svenske label Dolores Recordings, som også huser navne som Håkan Hellström og Broder Daniel.
Debutalbummet "Name The Pet" udkom i Danmark d. 7. december 2009.